# Caloplaca rosei
Caloplaca rosei är en lavart som beskrevs av Hasse. Caloplaca rosei ingår i släktet orangelavar och familjen Teloschistaceae.   Inga underarter finns listade i Catalogue of Life.